# انسان‌شناسی اقتصادی
انسان‌شناسی اقتصادی (انگلیسی: Economic anthropology) حوزه ای در انسان‌شناسی است که تلاش می‌کند تا رفتار اقتصادی انسانی را در گستره وسیع تر تاریخی، جغرافیایی و فرهنگی خود توضیح دهد. این فرایند توسط انسان شناسان انجام می‌شود و دارای رابطه ای پیچیده و بحرانی با رشته اقتصاد است. انسان‌شناسی اقتصادی نخستین بار به عنوان یک حوزهٔ انسان‌شناسی توسط برانیسلاو مالینوفسکی و مارسل موس به عنوان جایگزینی برای مبادله بازار مطرح شد. در اغلب موارد، مطالعات انسان‌شناسی اقتصادی بر تجارت تمرکز دارند.